# Османов, Магомед Джамалутдинович
Магоме́д Джамалутди́нович Осма́нов (7 апреля 1972, пгт Мамедкала, Дагестан, СССР — 3 февраля 2007, Дагестан, похоронен в селе Дели-Чабан Дербентского района Республики Дагестан) — сотрудник правоохранительных органов Российской Федерации, Герой Российской Федерации (30.10.2007, посмертно). Майор милиции.

## Биография
Родился 7 апреля 1972 года в пгт Мамедкала ныне Дербентского района Республики Дагестан. Даргинец. Окончив местную школу, был призван в Советскую армию, отслужив, поступил на службу в органы внутренних дел. Прошёл путь от милиционера до командира роты ОМОН, старшего оперуполномоченного по особо важным делам Управления собственной безопасности МВД по Республике Дагестан.
3 февраля 2007 года погиб от рук боевиков в ходе проведения спецоперации. Похоронен в селе Дели-Чабан Дербентского района Республики Дагестан.
Указом Президента Российской Федерации от 30 октября 2007 года за мужество и отвагу, проявленные в экстремальных условиях, сопряжённых с риском для здоровья и жизни, майору милиции Османову Магомеду Джамалутдиновичу присвоено звание Героя Российской Федерации (посмертно) с вручением родным медали «Золотая Звезда» (№ 893).
Награждён медалями.